# La Casanova (Tavèrnoles)
La Casanova és una masia de Tavèrnoles (Osona) inclosa a l'Inventari del Patrimoni Arquitectònic de Catalunya.

## Descripció
Edifici civil.
Masia de planta rectangular, coberta a dues vessants i amb el carener perpendicular a la façana, orientada a migdia. Consta de planta baixa, pis i golfes. La façana presenta un portal rectangular i dues finestres, una de les quals és protegida per un llangardaix. Al primer pis s'obren tres finestres i a les golfes una altra. Les del primer pis tenen l'ampit motllurat. A ponent hi ha un portal d'arc rebaixat, i al primer pis una finestra amb ampit i posa torratxes. A tramuntana s'adossa un cos d'una única planta i cobert a una sola vessant, amb un portal rectangular format per tres grans peces de pedra, i a ponent s'obren espieres. A llevant només hi ha una finestra al primer pis i un portal de construcció recent. La teulada presenta molt poc voladís.
Existeix una cabana de planta rectangular, coberta a un única vessant que envia les aigües cap a la banda de tramuntana. Presenta un portal format per grans carreus de pedra molt ben picada i amb la llinda de fusta la qual s'amaga sota el ràfec de la teulada, que gairebé no té voladís. Interiorment està dividit en dues plantes a través d'un empostissat de fusta. També a dins hi ha restell i un estable de fusta.
A ponent hi ha un cos de totxo i de ciment seguint la mateixa estructura de l'edificació. A migdia a més del portal de pedra esmentat, n'hi ha un altre de més gran bastit amb totxo. La resta de murs són cecs.

## Història
L'única notícia històrica es troba al portal de la façana orientada a migdia, que duu la inscripció següent: 17 + 81
No tenim cap dada constructiva que ens permeti datar la seva edificació però la seva història deu anar unida a la de l'edifici.